# Sabanagrande (ort i Honduras, Departamento de Francisco Morazán, lat 13,81, long -87,26)
Sabanagrande är en ort i Honduras.   Den ligger i departementet Departamento de Francisco Morazán, i den sydvästra delen av landet, 30 km söder om huvudstaden Tegucigalpa. Sabanagrande ligger 965 meter över havet och antalet invånare är 2 056.
Terrängen runt Sabanagrande är kuperad. Runt Sabanagrande är det ganska glesbefolkat, med 29 invånare per kvadratkilometer. Närmaste större samhälle är El Porvenir, 10,7 km sydväst om Sabanagrande. Omgivningarna runt Sabanagrande är en mosaik av jordbruksmark och naturlig växtlighet.